# Annemette Jensen
Annemette Laurberg Jensen (født 11. april 1972 i Roskilde), er en tidligere dansk atlet med maraton som speciale. Hun løb for Hellas Roskilde 
og fra 1996 i Sparta Atletik var i AK73 2005.
Annemette L. Jensen har deltaget ved EM 2002, VM 2003 og OL 2004 på maratondistancen. Derudover har hun løbet et stort antal maratonløb, halvmaratonløb, 10 og 5 kilometer løb rundt omkring i hele verden, specielt i årene 1998-2006. Hun vandt Zürich marathon i 2003. Modtager af den Gyldne Puma 2002 og 2003. Hun valgte i november 2004 at stoppe sin elitekarriere som marathonløber.
Hun har vundet Eremitageløbet 5 gange og er dermed kun overgået af Sylvia Kiberenge, som har vundet Motionsløbet flest gange.
Annemette L. Jensen er uddannet som folkeskolelærer og har læst pædagogik og dansk som tilvalg på Københavns Universitet.

## Internationale mesterskaber
- 2005 NM 10.000 meter  Guld  34,20,28
- 2004  OL  Maraton  49. plads  2,50,01
- 2004  NM  10.000 meter   Guld  33:36.44
- 2003  VM  Maraton  23. plads  2,31,55
- 2002  VM  Halvmaraton   DNF
- 2002  EM  Maraton  9. plads  2,37,27
- 2001  VM  Halvmaraton  41. plads  1,14,24
- 2000  VM  Halvmaraton  25. plads  1,16,26
- 1999  VM  Halvmaraton  44. plads  1,16,47
- 1997  EM  6km cross  32.plads  18,52
- 1997  NM  4km cross   Bronze 15,04

## Danske mesterskaber
- Sølv 2007    Halvmaraton  1,19,57
- Guld 2005    Halvmaraton  1,12,00
- Sølv 2002    10km  35,21
- Guld 2001    10,000 meter  34,10,40
- Guld 2000    5000 meter  16,38,85
- Guld 2000    Halvmaraton  1,16,54
- Guld 1999    5000 meter  16,39,26
- Sølv 1998    10,000 meter  33,38,42
- Sølv 1996    Halvmaraton  1,21,35
- Bronze 1996    5000 meter  17,20,85
- Sølv 1993    Halvmaraton  1,19,28

## Personlige rekorder
- 1500 meter 4:33,52, 1999
- 3000 meter 9:44,98, 2000
- 5000 meter 16:00,40, 2000
- 10000 meter 33:24,45, 1999
- Halvmaraton: 1:11:36, 29. Marts 2003 i Den Haag
- Maraton: 2:30:07, 4. April 2004 i Zürich